# Бішказі
Бішказі́ (рос. Бишкази, башк. Бишкәзә) — село у складі Чишминського району Башкортостану, Росія. Входить до складу Дмитрієвської сільської ради.
Населення — 285 осіб (2010; 373 в 2002).
Національний склад:
- татари — 85 %